# Corona (пиво)
Corona Extra — светлый лагер, производства мексиканской компании Grupo Modelo.
Долгое время Corona был крупнейшим из немногих всемирных независимых пивных брендов. В то время его дистрибуцией по всему миру эксклюзивно занималась корпорация Carlsberg. В 2013 году, после многолетних переговоров бренд был продан крупнейшему игроку на пивном рынке — Anheuser-Busch InBev.
Бренд Corona является одним из самых продаваемых брендов пива во всём мире. За пределами Мексики Corona обычно подается с долькой лайма или лимона в горлышке бутылки, чтобы добавить терпкости и аромата.

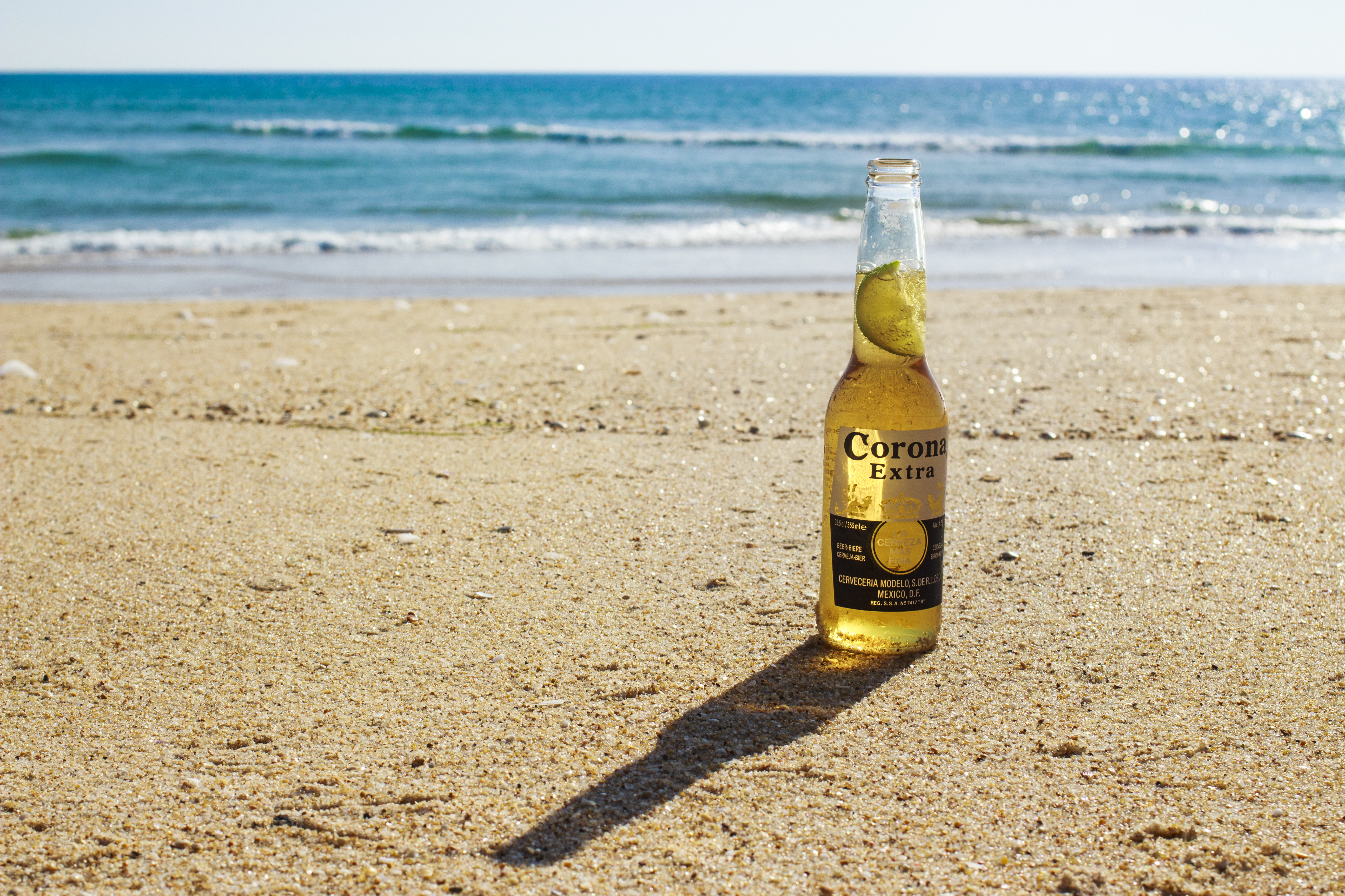
Бутылка короны с ломтиком лайма

В США Corona Extra является самым продаваемым импортным пивом. В Российской Федерации официально признаётся пивным напитком из-за наличия в составе антиокислителя и эмульгатора.

## Ингредиенты
Corona Extra содержит , рис и/или кукурузу, хмель, дрожжи, антиоксидант (аскорбиновую кислоту) и альгинат пропиленгликоля, в качестве стабилизатора.

## Упаковка
Разливается по бутылкам различного объёма, от 190 мл до 710 мл. С 2012 года также выпускается и в жестяных банках.
Существует мнение, что фирменный логотип с изображением короны символизирует верх собора Богоматери Гваделупской в городе Пуэрто-Вальярта. Но это утверждение неверно, так как башня собора была возведена только в 1952 году, а сама корона была установлена в 1963. Изображение же короны на логотипе пива остается неизменным с 1925 года.

## Corona и лайм
Традиция пить пиво Corona, выжимая сок лайма в бутылку, заталкивая затем его дольку в горлышко, а потом встряхивая бутылку до появления характерного шипения пузырьков с газом, возникла в 1981 году. Данный ритуал употребления пива Corona появился, когда бармен одного из ресторанов поместил дольку лайма в горлышко бутылки, поспорив с другом, что тот не сможет заставить постоянных клиентов проделать то же самое. Считается, что благодаря появлению и распространению этого ритуала, пиво Corona обогнало по популярности пиво Heineken на рынке США. Согласно другой легенде, кусочек лайма помещали в горлышко бутылки чтобы отпугивать назойливых мух в жару.

## Использование в составе коктейлей
Некоторые бары предлагают коктейль «Coronarita» или же «Bulldog Margarita», который состоит из коктейля «Маргарита» с опущенной в него горлышком вниз бутылкой пива Corona. Пиво постепенно стекает в стакан, и из-за разности плотностей получается слоистый пивной коктейль.

## Спонсорство
Corona была титульным спонсором турнира LPGA Tour Championship Corona (позже Tres Marias Championship), а также была спонсором NASCAR Corona Series (теперь NASCAR Toyota Series).
Кроме того, Corona является «вторичным спонсором» для четырёх профессиональных футбольных команд Мексики первого дивизиона.
Corona на протяжении более 5 лет является спонсором Ассоциации теннисистов-профессионалов по всему миру. Corona была также титульным спонсором чемпионата мира SBK Superbike с 1998 до 2007 года.